# 吳清源 (電影)
《吳清源》，以真實人物圍棋棋士吳清源的一生為藍本，片長約104分鐘，描寫吳清源在中日民族衝突和信仰底下探索圍棋之路。由於電影劇情主要在日本發生，故此除小部份情節外，電影以日語為主。
《吳清源》為中日合作拍攝的電影，由台灣演員張震飾演吳清源，張艾嘉飾演其母親，另有日本演員伊藤步、柄本明、松坂慶子等參與。由中國電影導演田壯壯拍攝，作家阿城撰寫劇本，在電影節的宣傳刊物稱其「十年磨劍，修成正果」、「率先進入大師的殿堂」。
張震以《吳清源》入圍第43屆金馬獎最佳男主角獎，後因不符合資格，而遭取消入圍。

## 演员列表
| 角色           | 演員       |
| -------------- | ---------- |
| 吳清源         | 張震       |
| 舒文（吳の母） | 張艾嘉     |
| 吳炎（吳の兄） | 辛柏青     |
| 吳の妹         | 黃奕       |
| 中原和子       | 伊藤步     |
| 李玉堂         | 李雪健     |
| 瀨越憲作       | 柄本明     |
| 木谷實         | 仁科貴     |
| 橋本宇太郎     | 大森南朋   |
| 本因坊秀哉     | 井上堯之   |
| 金木           | 宇津宮雅代 |
| 西園寺公毅     | 米倉齊加年 |
| 川端康成       | 野村宏伸   |
| 長岡良子       | 南果步     |
| 喜多文子       | 松坂慶子   |

## 获奖
第三十一屆香港國際電影節開幕電影之一。電影同時為第四十三屆金馬獎華語影片入圍影片；羅馬影展參展及電影獎入圍作品及香港亞洲電影獎最佳男演員、最佳攝影、最佳美術指攝的候選電影。
本片入圍第10届上海國際電影節的競賽部分，並拿下「最佳導演獎」和「最佳摄影獎」。